# Anselmo Ramon
Anselmo Ramon (født 23. juni 1988) er en tidligere brasiliansk fodboldspiller.